# Amalendu Krishna
Amalendu Krishna (* in Bihar) ist ein indischer Mathematiker, der sich mit Algebraischer Geometrie befasst. Er ist Professor am Tata Institute of Fundamental Research in Mumbai.
Krishna kommt aus der Mittelklasse und besuchte öffentliche Schulen in Bihar. Ihm gelang die Aufnahme in das prestigeträchtige Indian Institute of Technology Kanpur, das er aber wieder verließ, da er sich auf Reine Mathematik spezialisieren wollte. 1996 erhielt er seinen Master-Abschluss am Indian Statistical Institute. Am Tata Institute war er Schüler von Vasudevan Srinivas, bei dem er 2001 promoviert wurde (Zero cycles and K-theory on normal surfaces). 2001 bis  2004 war er Hedrick Assistant Professor an der University of California, Los Angeles und 2004/05 am Institute for Advanced Study. Danach war er wieder am Tata Institute. 
2015 erhielt er den ICTP Ramanujan Prize. Er erhielt den Preis für Arbeiten in algebraischer K-Theorie, über algebraische Zyklen und die Theorie der Motive. 2011 erhielt er den Swarnajayanti Preis in Mathematik und 2009 den Mathematik-Preis des BM Birla Science Centre.

## Schriften
- mit V. Srinivas: Zero-Cycles and K-Theory on Normal Surfaces, Annals of Mathematics, 156, 2002, 155–195
- Zero cycles on singular surfaces, J. K-Theory, Band 4, 2009, S. 101–143
- Zero cycles on a threefold with isolated singularities, J. für Reine und Angewandte Mathematik, Band 594, 2006, S. 93–115
- Equivariant Cobordism of  Schemes, Documenta Mathematics, 17, 2012, 95–134, Arxiv, 2010
- Equivariant Cobordism of Torus Actions, Advances in Mathematics, Band 231, 2012,  Arxiv 2010
- Gersten conjecture for equivariant K -theory and applications, Mathematische Annalen, Band 347, 2010, 123–133